# Tagesanleihe
Die Tagesanleihe war eine täglich verzinste und verfügbare, mündelsichere Anleihe der Bundesrepublik Deutschland, deren Verkauf im Juli 2008 startete und die im Dezember 2019 getilgt wurde. 

## Allgemeines
Der Zinssatz des Bundeswertpapiers hing vom offiziellen Interbanken-Zinssatz EONIA ab. Die Erstausgabe begann am 1. Juli 2008. Die Ausgabe neuer Anteile an der Tagesanleihe wurde zum 31. Dezember 2012 eingestellt. Zum 31. Dezember 2019 wurde sie vom Bund gekündigt und vollständig zurückgezahlt.
Verwaltet wurde die Tagesanleihe (WKN 103007, ISIN DE0001030070) durch die für das Schuldenmanagement des Bundes verantwortliche Finanzagentur (Bundesrepublik Deutschland – Finanzagentur GmbH). Zum 30. Juni 2019 hielten Anleger noch einen Bestand von insgesamt etwa 852 Millionen Euro.
Die Tagesanleihe gehörte, wie andere Bundeswertpapiere auch, aufgrund der exzellenten Bonität des Emittenten Bund zu den sichersten Anlageklassen überhaupt. Neben den Vorteilen eines Bundeswertpapiers bot die Tagesanleihe auch die Vorzüge eines Tagesgeldkontos, da das angelegte Geld täglich verfügbar war. Die variable Verzinsung der Tagesanleihe orientierte sich am täglichen durchschnittlichen Satz für Übernachtausleihungen unter Banken, dem EONIA. Durch die tägliche Gutschrift der Zinsen kam es zum größtmöglichen Zinseszinseffekt (Rechenbeispiel siehe unten). Durch die Kopplung des Zinssatzes an den EONIA-Satz wurde zudem schnell auf den Geldmarkt und damit auch auf Leitzinsänderungen der EZB reagiert.

## Konditionen
Der Tageszinssatz der Tagesanleihe errechnete sich aus dem Referenzzinssatz EONIA wie folgt:
- Betrug der Referenzwert 2,000 % oder weniger, so entsprach der Tageszinssatz dem Referenzwert abzüglich 0,15 Prozentpunkte. Der Tageszinssatz konnte nicht unter 0 % fallen.
- Betrug der Referenzwert mehr als 2,000 % und weniger als 6,000 %, so entsprach der Tageszinssatz dem Referenzwert multipliziert mit dem Faktor 0,925.
- Betrug der Referenzwert 6,000 % oder mehr, so entsprach der Tageszinssatz dem Referenzwert abzüglich 0,45 Prozentpunkte.[7]

Die tägliche Verzinsung (= Tageszinssatz/360) der Tagesanleihe spiegelte sich in ihrem Tagespreis nieder. Dieser wuchs mit jedem Tag um 1/360 des jeweiligen Tageszinses und kumuliert somit alle über das Kalenderjahr aufgelaufenen Zinsgutschriften auf Basis seines Ausgangswertes von 100 % am 1. Januar.
Als Berechnungsformel für den Tagespreis galt:
{\displaystyle {\mbox{Tagespreis}}_{\,t}={\mbox{Tagespreis}}_{\,t-1}\cdot \left(1+{\frac {{\mbox{Tageszinssatz}}_{\,t}}{360}}\right)},
wobei {\displaystyle t} = aktueller Kalendertag („heute“), {\displaystyle t-1} = Vortag („gestern“) und Tageszinssatz = als Dezimalzahl ausgedrückter Prozentsatz (1,00 % = 0,01) sind.
Die Mindestanlage belief sich auf 50 Euro, das maximale Kaufvolumen auf 250.000 Euro, das maximale Verkaufsvolumen auf eine Million Euro, jeweils pro Person und Bankgeschäftstag. Die Tagesanleihe konnte gebührenfrei erworben, im Schuldbuch verwahrt und verkauft werden. Der Kauf erfolgte per normaler Überweisung von einem beliebigen Bankkonto. Der Verkauf war per Internet, per Telefon oder Briefpost möglich und wurde immer auf das angegebene Referenzkonto (z. B. das eigene Girokonto) gutgeschrieben.
Die Tagesanleihe war nicht an der Börse notiert. Voraussetzung für den Kauf war die Eröffnung eines sogenannten Einzelschuldbuchkontos, über das auch alle anderen Bundeswertpapiere, wie z. B. Bundesschatzbriefe, gebührenfrei verwaltet werden konnten. Dieses wurde von der Finanzagentur kostenlos für Privatanleger und institutionelle Investoren (z. B. gemeinnützige Vereine) wie ein Wertpapierdepot geführt.
Beispiel für die Zinsberechnung
Lag der EONIA bei 4,0 %, so betrug der Tageszinssatz 4 % · 0,925 = 3,700 % p. a. und der tägliche Zinssatz 3,700 % ÷ 360 = 0,010278 %. Durch die tägliche Zinseszinsverrechnung belief sich die effektive Jahresverzinsung bei der Tagesanleihe jedoch auf {\displaystyle \textstyle {\big (}1+{\frac {0{,}037}{360}}{\big )}^{365}-1=3{,}822\;\%}.

## Wettbewerbsprodukte
Während die Verzinsung der Tagesanleihe direkt an die Entwicklung des EONIA gekoppelt war, versucht ein EONIA-ETF durch seine Anlagestrategie, die Entwicklung des EONIA abzubilden. Er kann daher eine Minderleistung gegenüber dem EONIA nicht vermeiden und auch keine 100%ige Sicherheit der Geldanlage versprechen. Das jeweilige Kursrisiko und Emittentenrisiko differierte also. Zu vergleichen waren ferner die Verwaltungsgebühr des EONIA-ETFs (z. B. 0,15 % p. a.) mit dem Abschlag von der Verzinsung der Tagesanleihe auf den EONIA-Referenzwert. Bei einem ETF sind zusätzlich in der Regel Transaktionskosten für den Börsenhandel (An- und Verkauf) zu zahlen.
Aufgrund der Sicherheit der Geldanlage und mit der Sicherheit, durch die direkte Kopplung an den EONIA immer einen marktgerechten Zins zu erhalten, stellte die Tagesanleihe auch ein Wettbewerbsprodukt zu den Tagesgeldangeboten der Banken und Sparkassen dar.